# Bubo (rodzaj)
Bubo – rodzaj ptaków z podrodziny puszczyków (Striginae) w obrębie rodziniy puszczykowatych (Strigidae).

## Rozmieszczenie geograficzne
Rodzaj obejmuje gatunki występujące w Eurazji, Afryce i Ameryce.

## Morfologia
Długość ciała 38–72 cm, rozpiętość skrzydeł 100–190 cm; masa ciała samic 525–4200 g, samców 485–2800 g.

## Systematyka
Rodzaj zdefiniował w 1805 roku francuski zoolog André Marie Constant Duméril w publikacji własnego autorstwa poświęconej zoologii analitycznej, czyli naturalnej metodzie klasyfikacji zwierząt. Gatunkiem typowym jest (absolutna tautonimia) puchacz zwyczajny (B. bubo).

### Etymologia
- Bubo: epitet gatunkowy Strix bubo Linnaeus, 1758; łac. bubo, bubonis ‘puchacz’, od gr. βυας buas ‘puchacz’[29].
- Bubotus: łac. bubo, bubonis ‘puchacz’; otus ‘mała, uszata sowa’, od gr. ωτος ōtos ‘uszata sowa’[30].
- Nyctea: epitet gatunkowy Strix nyctea Linnaeus, 1758; gr. νυκτια nuktia ‘nocny’, od νυξ nux, νυκτος nuktos ‘noc’[31]. Gatunek typowy (oznaczenie monotypowe): Strix erminea Shaw, 1809 (= Strix nyctea Linnaeus, 1758 (= Strix scandiaca Linnaeus, 1758)).
- Gymnopus: gr. γυμνος gumnos ‘goły, nagi’; πους pous, ποδος podos ‘stopa’[32]. Gatunek typowy (oznaczenie monotypowe): Strix leschenault Temminck, 1820 (= Strix ceylonensis Latham, 1790).
- Ketupa: epitet gatunkowy Strix ketupu Horsfield, 1821; malajska nazwa Ketupok dla ketupy płowej[33]. Gatunek typowy: Ketupa javanensis Lesson, 1830 (= Strix ketupu Horsfield, 1821).
- Cultrunguis: łac. culter, cultri ‘nóż’; unguis ‘pazur, szpon’[34]. Gatunek typowy (oryginalne oznaczenie): Cultrunguis flavipes Hodgson, 1836.
- Huhua: ogólna, nepalska onomatopeja Huhu dla sów[35]. Gatunek typowy (oznaczenie monotypowe): Bubo nipalensis Hodgson, 1836.
- Glaux: gr. γλαυξ glaux, γλαυκος glaukos ‘sowa’[36]. Gatunek typowy (oznaczenie monotypowe): Strix scandiaca Linnaeus, 1758.
- Ascalaphia: gr. ασκαλαφος askalaphos ‘ptak’ wspomniany przez Arystotelesa, zazwyczaj identyfikowany jako rodzaj jakiejś sowy[37]. Gatunek typowy (późniejsze oznaczenie)[38]: Bubo ascalaphus Savigny, 1809.
- Heliaptex: gr. ἡλιας hēlias ‘z słońca’, od ἡλιος hēlios ‘słońce’; πτηξις ptēxis, πτηξεως ptēxeōs ‘terror’, od πτησσω ptēssō ‘straszyć’[39]. Gatunek typowy (oznaczenie monotypowe): Strix (Bubo) arctica Swainson, 1837 (= Strix virginiana J.F. Gmelin, 1788).
- Urrua: autor nie wyjaśnił etymologii nazwy; niewątpliwie jest to nepalska nazwa dla sowy[40]. Gatunek typowy (oryginalne oznaczenie): Urrua cavearea Hodgson, 1837 (= Otus bengalensis Franklin, 1831).
- Byas: gr. βυας buas ‘puchacz’[41]. Gatunek typowy: Byas nobilis Morris, 1837 (= Strix bubo Linnaeus, 1758).
- Syrnium: gr. συρνιον surnion ‘gatunek jakiejś sowy’[42]. Gatunek typowy: Syrnium niveum Morris, 1837 (= Strix scandiaca Linnaeus, 1758).
- Haemeria: gr. αἱμηρος haimēros ‘poplamiony krwią, morderczy’, od αἱμα haima, αἱματος haimatos ‘krew’[43]. Gatunek typowy (oznaczenie monotypowe): Haemeria nivia Zander, 1838 (= Strix scandiaca Linnaeus, 1758).
- Feliceps: łac. feles, felis ‘kot’; -ceps ‘-głowy’, od caput, capitis ‘głowa’[44]. Gatunek typowy (oryginalne oznaczenie): Strix bubo Linnaeus, 1758.
- Etoglaux: gr. αετος aetos ‘orzeł’; γλαυξ glaux, γλαυκος glaukos ‘sowa’[45].
- Mesomorpha: gr. μεσος mesos ‘środkowy’; μορφη morphē ‘rodzaj, wygląd, forma’[46].
- Aibryas: gr. αετος aetos ‘orzeł’; βρυας bruas ‘puchacz’, od βυας buas ‘puchacz’[47]. Gatunek typowy (oryginalne oznaczenie): Strix (Bubo) arctica Swainson, 1837 (= Strix virginiana J.F. Gmelin, 1788).
- Nyctaetus: gr. νυξ nux, νυκτος nuktos ‘noc’; αετος aetos ‘orzeł’[48]. Gatunek typowy (oznaczenie monotypowe): Strix aquilina M.H.C. Lichtenstein, 1842 (= Strix leschenault Temminck, 1820 (= Strix ceylonensis Latham, 1790)) (Gloger, 1841); (oryginalne oznaczenie) Strix lactea Temminck, 1820 (Le Maout, 1853).
- Nisuella: epitet gatunkowy Strix nisuella Daudin, 1800; rodzaj Nisus Lacépède, 1799 (jastrząb); łac. przyrostek zdrabniający -ella[49]. Gatunek typowy (późniejsze oznaczenie)[50]: Strix nisuella Daudin, 1800 (= Strix africana Temminck, 1821.
- Scotopelia: gr. σκοτος skotos ‘ciemność, mrok’; epitet gatunkowy Strix peli Bonaparte, 1850[51]. Gatunek typowy (oznaczenie monotypowe): Strix peli Bonaparte, 1850.
- Megaptynx: gr. μεγας megas, μεγαλη megalē ‘wielki’; πτυγξ ptunx, πτυγγος ptungos ‘sowa’[52]. Gatunek typowy (oznaczenie monotypowe): Strix magellanicus Lesson, 1828[h].
- Pachyptynx: gr. παχυς pakhus ‘wielki, gruby’; πτυγξ ptunx, πτυγγος ptungos ‘sowa’[53]. Gatunek typowy (oryginalne oznaczenie): Strix crassirostris Vieillot, 1817 (= Strix lactea Temminck, 1820).
- Ptiloskelos: gr. πτιλον ptilon ‘pióro’; σκελος skelos ‘noga’[54]. Gatunek typowy (oznaczenie monotypowe): Ptiloskelos amherstii Tickell, 1859 (= Bubo nipalensis Hodgson, 1836).
- Scotoglaux: gr. σκοτος skotos ‘ciemność, mrok’; γλαυξ glaux, γλαυκος glaukos ‘sowa’[55].
- Leuchybris: gr. λευκος leukos ‘biały’; ὑβρις hubris, ὑβριδος hubridos ‘puchacz’[56].
- Smilonyx: gr. σμιλη smilē ‘nóż’; ονυξ onux, ονυχος onukhos ‘pazur’[57].
- Ophtalmomegas: gr. οφθαλμος ophthalmos ‘oko’; μεγας megas ‘wielki’[58]. Gatunek typowy: †Ophtalmomegas lamarmorae Dehaut, 1911.
- Stringonax: gr. στριγξ strinx ‘sowa’; αναξ anax, ανακτος anaktos ‘król’[59]. Gatunek typowy (oryginalne oznaczenie): Bubo blakistoni Seebohm, 1884.

### Podział systematyczny
Do rodzaju należą następujące występujące współcześnie gatunki:

- Bubo scandiacus (Linnaeus, 1758) – puchacz śnieżny
- Bubo virginianus (J.F. Gmelin, 1788) – puchacz wirginijski
- Bubo magellanicus (Lesson, 1828) – puchacz magellański
- Bubo bubo (Linnaeus, 1758) – puchacz zwyczajny
- Bubo ascalaphus Savigny, 1809 – puchacz pustynny
- Bubo bengalensis (Franklin, 1831) – puchacz indyjski
- Bubo capensis A. Smith, 1834 – puchacz przylądkowy
- Bubo milesi Sharpe, 1886 – puchacz arabski
- Bubo cinerascens – Guérin-Méneville, 1843 – puchacz szary
- Bubo africanus (Temminck, 1821) – puchacz plamisty
- Bubo poensis Fraser, 1854 – puchacz ciemnolicy
- Bubo lacteus (Temminck, 1820) – puchacz mleczny
- Bubo shelleyi (Sharpe & Ussher, 1872) – puchacz prążkowany
- Bubo peli (Bonaparte, 1850) – rybiarka duża
- Bubo ussheri (Sharpe, 1871) – rybiarka kreskowana
- Bubo bouvieri (Sharpe, 1875) – rybiarka marmurkowa
- Bubo sumatranus (Raffles, 1822) – puchacz malajski
- Bubo nipalensis Hodgson, 1836 – puchacz jarzębaty
- Bubo coromandus (Latham, 1790) – puchacz brunatny
- Bubo leucostictus Hartlaub, 1855 – puchacz białoplamy
- Bubo philippensis Kaup, 1851 – puchacz kreskowany
- Bubo blakistoni Seebohm, 1884 – puchacz japoński
- Bubo zeylonensis (J.F. Gmelin, 1788) – ketupa bosonoga
- Bubo flavipes (Hodgson, 1836) – ketupa rdzawa
- Bubo ketupu (Horsfield, 1821) – ketupa płowa

oraz wymarłe, plejstoceńskie gatunki:
- Bubo ibericus Meijer, Pavia, Madurell-Malapeira & Alba, 2016[61]
- Bubo insularis Mourer-Chauviré & Weesie 1986[62]